# Minar-e-Pakistan
Minar-e-Pakistan (tiếng Urdu: مینارِ پاکستان) là một di tích quốc gia nằm ở Lahore, Pakistan. Tòa tháp được xây dựng từ năm 1960 đến năm 1968 tại địa điểm nơi Liên đoàn Hồi giáo toàn Ấn Độ thông qua Nghị quyết Lahore vào ngày 23 tháng 3 năm 1940 - lời kêu gọi chính thức đầu tiên về một quê hương riêng biệt và độc lập cho người Hồi giáo ở Ấn Độ, được hai người đặc biệt tán thành học thuyết hai quốc gia. Nghị quyết cuối cùng đã giúp dẫn đến sự xuất hiện của một quốc gia Pakistan độc lập vào năm 1947.

## Thiết kế
Tòa tháp phản ánh sự pha trộn của kiến trúc Mughal / Hồi giáo và hiện đại.
Tòa tháp được thiết kế và giám sát bởi, một kiến trúc sư và kỹ sư đến từ Punjab. Đá móng được đặt vào ngày 23 tháng 3 năm 1960. Việc xây dựng mất tám năm và được hoàn thành vào ngày 21 tháng 10 năm 1968 với chi phí ước tính là 7.058.000 Rupee. Số tiền này được thu thập bằng cách áp thuế bổ sung đối với vé xem phim và đua ngựa theo yêu cầu của Akhtar Hussain, thống đốc bang Tây Pakistan. Ngày nay, tháp cung cấp một tầm nhìn toàn cảnh cho những du khách không thể leo lên cầu thang hoặc truy cập vào đỉnh, bằng thang máy. Các công viên xung quanh di tích bao gồm đài phun nước bằng đá cẩm thạch và hồ nhân tạo.